# Манелис, Наталья Юрьевна
Наталья Юрьевна Манелис (род. 27 августа 1970, Душанбе) — российская художница.

## Биография
Наташа Манелис родилась в семье художников (отец — петербургский художник Юрий Михайлович Манелис, 1945—2015). В 1988 г. окончила Республиканское художественное училище в Душанбе. В 1989 г. переехала в Санкт-Петербург, где в 1990—1993 гг. училась в ВХПУ им. Мухиной в Петербурге (теперь СПГХПА им. А. Л. Штиглица) на факультете керамики и стекла. С 1993 г. вместе с мужем — скрипачом Борисом Кипнисом — уехала в Канаду, провинция Альберта; в 1995 Наташа вернулась в Санкт-Петербург. С 2014 года замужем за режиссёром Владимиром Непевным.
С 1993 г. Наташа Манелис выставляет свои работы в России и за рубежом, в том числе в Петербурге: в Русском музее, Музее Ахматовой и Музее Нонконформистского искусства, в галереях МАрт, Nota Bene, IFA, арт центр «Невский 20». Картины художницы находятся в музеях и частных коллекциях в России и за рубежом. Наташа Манелис является членом товарищества «Свободная культура» (арт-центр Пушкинская, 10). Помимо занятий живописью, активно работает как график, занимается иллюстрацией книг, открыток для детей (см. коллекцию Рождественские открытки Наташи Манелис).
Наташа Манелис о своем творчестве:
В моей живописи нет малого и великого. Стулья, скрипки, рюмки, лимоны, рыбы, луны, человеческие лица… Их взаимодействие не драматично. Это скорее полифоническое перечисление. Моя попытка гармонии.

## Выставки
- 2018 — участие в «Arctic Art Week»[2], Лапландия, Финляндия.
- 2014 — персональная выставка «Кто-то и что-то»[3] в Музее Нон-конформистского искусства, Санкт-Петербург, Россия.
- 2012 — персональная выставка «Снег разума»[4] в Арт-центре Невский 20, Санкт Петербург, Россия.
- 2011 — персональная выставка «Ночь» в музее Анны Ахматовой, Санкт Петербург, Россия.
- 2011 — участие в выставке «Движение. Форма. Танец»[5].Государственный Русский музей, Санкт Петербург, Россия.
- 2011 — участие в выставке «Праздник дома». Музей нонконформистского искусства, Санкт Петербург, Россия.
- 2011 — участие в выставке «Poetryart». Музей нонконформистского искусства, Санкт Петербург, Россия.
- 2010 — «Молчаливая любовь рыб»[6]. Графика, коллаж. Персональная выставка в музее Анны Ахматовой, Санкт Петербург, Россия.
- 2009 — «Примета места»: персональная выставка в галерее «МАрт», Санкт Петербург, Россия.
- 2008 — «Город Наташи Манелис»: персональная выставка в музее Анны Ахматовой, Санкт-Петербург, Россия.
- 2006 — персональная выставка в галерее «МАрт», Санкт-Петербург, Россия.
- 2005 — персональная выставка в Trinity College, Кембридж, Англия.
- 2005 — участие в летней выставке в Элимяки, Финляндия.
- 2003 — персональная выставка в галерее «Nota Bene», Санкт-Петербург, Россия.
- 2002 — персональная выставка в «Чайном домике», Летний сад, Санкт-Петербург, Россия.
- 2002 — участие в международной выставке «RAIN», Хельсинки, Финляндия.
- 2002 — участие в выставке русского искусства в галерее «La Perseveranza», Гент, Бельгия.
- 2002 — участие в выставке «Dialogues des Civilations», Galerie de Dar Essanaa, Тетуан, Марокко.
- 2002 — участие в международной выставке «Home Is Where The Art Is», Kemin taidemuseo, Кеми, Финляндия.
- 2001 — участие в выставке «The Image Revealed» в Morlan Gallery, Кентукки, Лексингтон, США.
- 2001 — «Манекон» — Н. Манелис и Б. Констриктор. Выставка в Арт-подвале «Бродячая собака», С.Петербург, Россия.
- 2001 — персональная выставка в галерее Wolf-Heger, Гейдельберг, Германия.
- 2000 — персональная выставка в Эдмонтон, Альберта, Канада.
- 1999 — персональная выставка в галерее Taidepiste, Хельсинки, Финляндия[7].
- 1998 — персональная выставка в Broughton House Gallery, Кембридж, Англия.
- 1997 — персональная выставка в Trinity College, Кембридж, Англия. Roy Miles Gallery купила несколько работ Наташи.
- 1996 — персональная выставка в Trinity College, Кембридж, Англия.
- 1995 — участие в выставке в галерее «Гильдия мастеров», Санкт-Петербург.
- 1994 — персональная выставка в Rowles and Parham Design Galleries, Эдмонтон, Альберта, Канада. Акварель «Окно» была приобретена Культурным Фондом провинции Альберта, Канада.
- 1994 — участие в выставке в Whinstler Gallery, провинция Британская Колумбия, Канада.
- 1993 — участие в выставке «Вавилонская башня», Петрозаводск, Карелия.

## Книжные иллюстрации
- Поэтическая антология «Other Voices»: акварель «Окно» использована в качестве обложки. Альберта, Канада, 1994.
- Игорь Лапшин «Сочинения». СПб, 1997.
- «Institutional interaction»: финское Литературное общество использовало картину «Маскарад» в качестве обложки. Кеми, Финляндия, 2001.
- Александр Гуревич «К исходной точке». СПб, 2002.
- «Своими словами»: памяти Александра Гуревича . СПб, 2004.
- Ольга Першина «Серебряные струны рождества». СПб, 2006.
- Александр Фролов «…и другие стихи». СПб, 2012

## Пресса о Наташе Манелис
- Из газеты Helsinki Sanomat[8]:

В каждой картине Наташи Манелис сочетаются абстракция и фигуративность, насыщенные цветом кубистические поверхности и мягкие плавные линии и формы. Цвета резкие: много ярко-синего, красного и желтого. Объекты символичны и нонтемпоральны: стулья в пустынных ландшафтах, женские фигуры, фрагменты урбанистических пейзажей, музыкальные инструменты. Все эти комбинации создают эффект неоднозначности и загадочности происходящего.
- Из журнала «НОМИ»[9]:

Городские и морские пейзажи, нежные женские образы, высокие материи, безупречное чувство цвета, ощущение пожизненного баланса, гарантированного небесами, и в доказательство – скрипки, рыбы, добрые приметы и символы христианства.